# سير سفلي (مقاطعة ديواندرة)
سير سفلي (بالفارسية: سیر سفلی) هي قرية تقع في قسم كاني شيرين الريفي (مقاطعة ديواندرة) في إيران. يقدر عدد سكانها بـ 224 نسمة .